# HMS Hawke (1891)
O HMS Hawke foi um cruzador protegido operado pela Marinha Real Britânica e a terceira embarcação da Classe Edgar.

## Construção
O Hawke foi construído no estaleiro Chatham em 17 de Junho 1889, foi um dos nove cruzadores da classe Edgar encomendados pela Marinha Real Britânica sob o Ato de Defesa Naval de 1889 (Naval Defence Act 1889). O navio foi lançado no dia 11 de marco de 1891, e os testes no mar aconteceram em março 1892,  o barco foi colocado em operação em 16 de maio de 1893.

## Colisão com o RMSOlympic

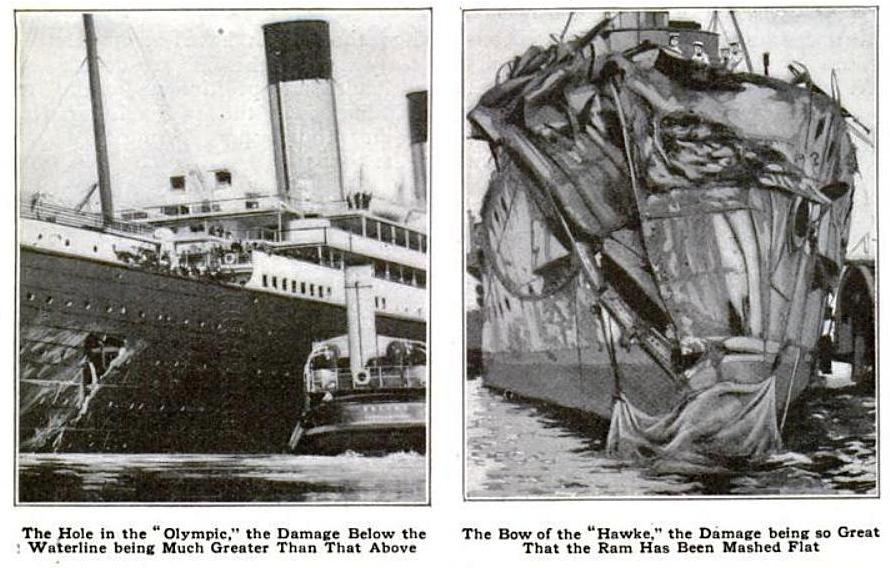
O Olympic (esquerda) e o Hawke (direita) após a colisão.

Em 20 setembro de 1911, sob as ordens do comandante W.F. Blunt o Hawke colidiu no estreito de Solent com o RMS Olympic . No curso da colisão, Hawke perdeu seu arco de giro. Em avaliação posterior o Hawke foi considerado livre de qualquer culpa. Durante o julgamento, prevaleceu a teoria de que a grande quantidade de água deslocada pela Olympic gerou uma sucção que lançou o Hawke fora de seu curso. A decisão do tribunal foi contestada gerando uma série de recursos judiciais.

## Características
O Hawke tinha 118 m de comprimento total  com boca de 18,29 m e um calado de 7,24 m, a embarcação deslocava  7 350 t. O barco estava armado com dois canhões de 9,2 polegadas, apoiados por dez canhões de seis polegadas, dos quais quatro estavam em casamatas no convés principal e os restantes atrás anteparas de proteção, contava também com quatro tubos lançadores de torpedos de 18 polegadas.